# Dudleya semiteres
Dudleya semiteres är en fetbladsväxtart som först beskrevs av Joseph Nelson Rose, och fick sitt nu gällande namn av Reid Venable Moran. Dudleya semiteres ingår i släktet Dudleya och familjen fetbladsväxter. Inga underarter finns listade i Catalogue of Life.